# カラウルス
カラウルス（Karaurus）はジュラ紀後期に生息していた絶滅両生類であり、現在知られている最古の有尾目の一つである。カザフスタン南部からほぼ完全な状態の化石が出土しており、その種だけで一亜目を構成する。未だ原始的な特徴を多数残しているが、どの化石両生類の系譜に繋がるものかはよく分からない。
なお同時代であるジュラ紀の有尾目の化石記録は他にはヨーロッパから出土するサイレン亜目のものと中国のサンショウウオ亜目のチュネルペトンが知られており、イモリ亜目の化石は白亜紀以降から発見されはじめる。しかし分布から考えると、全ての亜目がローラシア大陸がまだ一体だったジュラ紀のうちに出現していたと考えられる。
骨格、とくに頭部には原始的な特徴を残しており現生有尾類のような特殊化は進んでいないが、外見的には類似しており、体長20cmほどで大きく平らな頭部を持つ。おそらく水生で小型の無脊椎動物を捕食していたものと考えられている。